# Friedrich von Pöck
Friedrich svobodný pán von Pöck (19. srpna 1825 Sobotište – 25. září 1884 Feldhof) byl rakousko-uherský admirál. Jako absolvent námořní akademie sloužil v c. k. námořnictvu od roku 1843. Zúčastnil se několika válek a postupoval v hodnostech, byl velitelem bitevních lodí a větších jednotek námořnictva. V letech 1871–1883 byl vrchním velitelem rakousko-uherského námořnictva a při odchodu do výslužby obdržel hodnost admirála. 

## Biografie

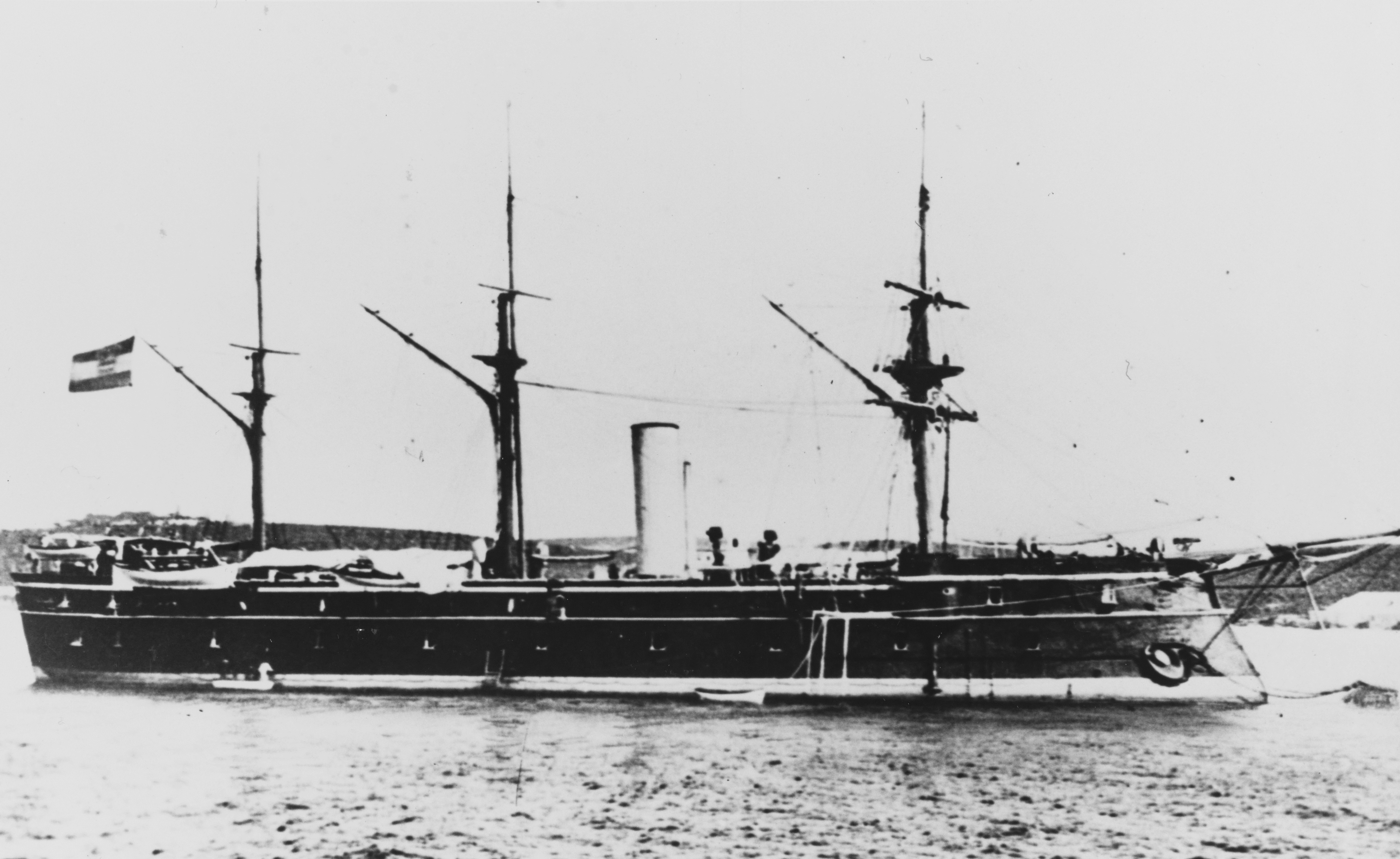
Pancéřová fregata SMS Erzherzog Ferdinand Max, vlajková loď Friedricha von Pöcka v letech 1868–1869

Pocházel ze šlechtické rodiny, byl synem c. k. plukovníka Johanna von Pöck (1787–1862) a jeho manželky Marie, rozené baronky Horeczké (1805–1882). Narodil se v Horních Uhrách na zámku Sobotište, který patřil rodině jeho matky. V letech 1837–1843 studoval na námořní akademii v Benátkách a k loďstvu nastoupil v roce 1843 jako kadet. V roce 1847 získal hodnost praporčíka a na parníku Vulcan se plavil do Neapole a na Sicílii, během revolučních bojů v Itálii v roce 1849 se zúčastnil blokády benátského přístavu. Jako nižší důstojník na různých lodích absolvoval řadu cest do různých zemí po Středozemním moři, vykonával také služební povinnosti v přístavech Terst a Benátky. 
V roce 1856 byl povýšen na korvetního kapitána a od roku 1857 byl pobočníkem admirála Wüllerstorfa, který byl v dalších letech jeho patronem. Již v roce 1857 byl povýšen na fregatního kapitána a v roce 1861 dosáhl hodnosti kapitána řadové lodi. V letech 1860–1861 byl velitelem bitevní lodi SMS Kaiser a v roce 1862 krátce velitelem eskadry. Opět na lodi Kaiser se v roce 1864 zúčastnil dánsko-německé války a v letech 1865–1866 byl pobočníkem arcivévody Leopolda, generálního inspektora námořnictva. Během války s Itálií v roce 1866 byl podřízen vrchnímu velení arcivévody Albrechta. 
K datu 22. dubna 1866 byl povýšen do hodnosti kontradmirála a na vlajkové lodi SMS Erzherzog Ferdinand Max byl v letech 1868–1869 znovu velitelem eskadry. V letech 1870–1871 byl zástupcem šéfa námořní sekce na ministerstvu války a po předčasné smrti admirála Tegetthoffa se stal vrchním velitelem námořnictva a zároveň šéfem námořní sekce na ministerstvu války. Ke dni 26. dubna 1871 byl také povýšen na viceadmirála. 
Ve funkci vrchního velitele námořnictva se Pöck dlouhodobě potýkal s nedostatkem financí, protože rozpočtové výbory parlamentů, potažmo ministerstvo financí odmítaly podporovat velkorysé projekty. Kvůli tomu stagnovala výstavba velkých bitevních lodí, Pöck se proto zaměřil na budování menších plavidel typu torpédových člunů. Do konfliktů se dostával i s vrchním velitelem armády arcivévodou Albrechtem, který nesouhlasil s Pöckovou vizí, aby Rakousko-Uhersko mělo stejně velké námořnictvo jako Itálie. Pöck jako svůj osobní handicap vnímal i fakt, že nebyl účastníkem slavného námořního vítězství u Visu (1866), což by mu poskytovalo větší autoritu. Podařilo se mu nicméně vypravit dvě expedice do Severního ledového oceánu (1872–1874 a 1882–1883), kromě toho vysílal cestovní a obchodní lodě po celém světě, aby reprezentovaly rakousko-uherské námořnictvo. 
K datu 18. září 1882 byl povýšen do hodnosti admirála. O rok později se v listopadu 1883 nervově zhroutil a k datu 1. prosince 1883 byl odeslán do penze. Zemřel o rok později 25. září 1884 ve Feldhofu a byl pohřben na hřbitově St Leonhard ve Štýrském Hradci. 

## Tituly a ocenění
Byl nositelem šlechtického titulu svobodný pán, který rodina získala v 18. století. Ve funkci vrchního velitele námořnictva obdržel v roce 1873 titul c. k. tajného rady s nárokem na oslovení Excelence. Během služby u námořnictva získal vysoká vyznamenání v Rakousku-Uhersku i v zahraničí.

### Rakousko-Uhersko
- Řád železné koruny III. třídy (1859)
- Válečná pamětní medaile (1864)
- Vojenský záslužný kříž s válečnou dekorací (1866)
- Služební odznak pro důstojníky III. třídy (1869)
- Válečná medaile (1873)
- Řád železné koruny I. třídy (1875)
- velkokříž Leopoldova řádu (1883)

### Zahraničí
- Řád Osmanie II. třídy (1870, Osmanská říše)
- velkokříž Řádu Spasitele (1871, Řecko)
- Řád svaté Anny I. třídy (1874, Rusko)
- velkokříž Řádu sv. Mořice a sv. Lazara (1875, Itálie)
- Řád knížete Danila I. I. třídy (1875, Černá Hora)